# 속초시의 국회의원

## 행정구역 변천
- 1963년 1월 1일 양양군 속초읍에 강원도 속초시 설치

## 속초시의 역대 국회의원 일람
| 대수   | 이름           | 소속정당                          | 임기                               | 선거구역                         | 개표결과 |
| ------ | -------------- | --------------------------------- | ---------------------------------- | -------------------------------- | -------- |
| 제6대  | 김종호(金鍾浩) | 민주공화당                        | 1963년 12월 17일 - 1967년 6월 30일 | 속초시·양양군·고성군 일원        | 보기     |
| 제7대  | 김종호(金鍾浩) | 민주공화당                        | 1967년 7월 1일 - 1971년 6월 30일   | 속초시·양양군·고성군 일원        | 보기     |
| 제8대  | 한병기(韓丙起) | 민주공화당                        | 1971년 7월 1일 - 1972년 10월 17일  | 속초시·양양군·고성군 일원        | 보기     |
| 제9대  | 정일권(丁一權) | 민주공화당                        | 1973년 3월 12일 - 1979년 3월 11일  | 속초시·양양군·인제군·고성군 일원 | 보기     |
| 제9대  | 김인기(金寅起) | 무소속                            | 1973년 3월 12일 - 1978년 7월 19일  | 속초시·양양군·인제군·고성군 일원 | 보기     |
| 제10대 | 정일권(丁一權) | 민주공화당                        | 1979년 3월 12일 - 1980년 10월 27일 | 속초시·양양군·인제군·고성군 일원 | 보기     |
| 제10대 | 함종빈(咸鍾빈) | 무소속                            | 1979년 3월 12일 - 1980년 10월 27일 | 속초시·양양군·인제군·고성군 일원 | 보기     |
| 제11대 | 정재철(鄭在哲) | 민주정의당                        | 1981년 4월 11일 - 1985년 4월 10일  | 속초시·양구군·인제군·고성군 일원 | 보기     |
| 제11대 | 허경구(許景九) | 민주한국당                        | 1981년 4월 11일 - 1985년 4월 10일  | 속초시·양구군·인제군·고성군 일원 | 보기     |
| 제12대 | 정재철(鄭在哲) | 민주정의당                        | 1985년 4월 11일 - 1988년 5월 29일  | 속초시·양구군·인제군·고성군 일원 | 보기     |
| 제12대 | 허경구(許景九) | 민주한국당                        | 1985년 4월 11일 - 1988년 5월 29일  | 속초시·양구군·인제군·고성군 일원 | 보기     |
| 제13대 | 최정식(崔正植) | 통일민주당                        | 1988년 5월 30일 - 1992년 5월 29일  | 속초시·고성군 일원               | 보기     |
| 제14대 | 정재철(鄭在哲) | 민주자유당                        | 1992년 5월 30일 - 1996년 5월 29일  | 속초시·고성군 일원               | 보기     |
| 제15대 | 송훈석(宋勳錫) | 신한국당                          | 1996년 5월 30일 - 2000년 5월 29일  | 속초시·고성군·양양군·인제군 일원 | 보기     |
| 제16대 | 송훈석(宋勳錫) | 2000년 5월 30일 - 2004년 5월 29일 | 보기                               | 속초시·고성군·양양군·인제군 일원 |          |
| 제17대 | 정문헌(鄭文憲) | 한나라당                          | 2004년 5월 30일 - 2008년 5월 29일  | 속초시·고성군·양양군 일원        | 보기     |
| 제18대 | 송훈석(宋勳錫) | 무소속                            | 2008년 5월 30일 - 2012년 5월 29일  | 속초시·고성군·양양군 일원        | 보기     |
| 제19대 | 정문헌(鄭文憲) | 새누리당                          | 2012년 5월 30일 - 2016년 5월 29일  | 속초시·고성군·양양군 일원        | 보기     |
| 제20대 | 이양수(李亮壽) | 새누리당                          | 2016년 5월 30일 - 2020년 5월 29일  | 속초시·고성군·양양군 일원        | 보기     |
| 제21대 | 이양수(李亮壽) | 미래통합당                        | 2020년 5월 30일 - 2024년 5월 29일  | 속초시·인제군·고성군·양양군 일원 | 보기     |
| 제22대 | 이양수(李亮壽) | 국민의힘                          | 2024년 5월 30일 -                  | 속초시·인제군·고성군·양양군 일원 | 보기     |

## 같이 보기
- 양양군의 국회의원
- 강원 고성군의 국회의원
- 양구군의 국회의원
- 인제군의 국회의원
- 속초시·고성군
- 속초시·고성군·양양군·인제군
- 속초시·고성군·양양군
- 속초시·인제군·고성군·양양군